# 野澤北地
野澤 北地（のざわ ほくち、1884年（明治17年）1月19日 - 1972年（昭和47年）12月7日）は、日本の陸軍軍人。軍馬補充部本部長などを務めた陸軍少将である。

## 経歴
北海道札幌市出身。祖父に会津藩藩士上崎且馬（100石）がおり、上崎辰次郎は伯父にあたる。野澤は創設以来の稚松会会員であった。仙台陸軍幼年学校（3期）を経て、陸軍士官学校17期を卒業し騎兵少尉に任官する。
日露戦争における第三軍の残務整理に従事したのち、騎兵第七連隊附となり、騎兵実施学校学生、陸軍士官学校馬術教官、陸軍騎兵学校教官等を経て騎兵第九連隊、同第一連隊、同第十五連隊の各連隊長を務める。
軍馬補充部員本部員を経て、1937年（昭和12年）に少将へ昇進。騎兵第一旅団長に補され、一年間在任。1938年に軍馬補充部本部長となり、翌1939年（昭和14年）8月に予備役編入となった。
その後は日本競馬会監事を経て、満州馬事公会理事長などをつとめた。